# Pallavolo ai XX Giochi dei piccoli stati d'Europa
Il torneo di pallavolo ai XX Giochi dei piccoli stati d'Europa si è disputato durante la XX edizione dei Giochi dei piccoli stati d'Europa, che si è svolta ad Andorra la Vella nel 2025.

## Podi
| Evento                         | Oro         | Argento | Bronzo     |
| Pallavolo maschile (dettagli)  | Lussemburgo | Cipro   | San Marino |
| Pallavolo femminile (dettagli) | Lussemburgo | Cipro   | Monaco     |